# Bičonoš zobanovitý
Bičonoš zobanovitý (Zanclus cornutus) je ryba náležející do monotypické čeledi Zanclidae. Žije na korálových útesech v oblasti Indo-Pacifiku. Jeho předkem byl Eozanclus žijící v eocénu.

## Popis
Ryba je dlouhá okolo 20 cm, tělo má ze stran zploštělé a jeho výška převyšuje délku. Boky jsou pokryty černými, bílými a žlutými svislými pruhy. Hřbetní ploutev je protažena dozadu a jejích šest až sedm paprsků vybíhá dozadu a tvoří srpovitý útvar přecházející v bílé vlákno, dlouhé zhruba jako ryba sama. Oči jsou vysoko položené a vroubené žlutou maskou, nad očima se nacházejí drobné výrůstky. Trubicovitě protáhlá ústa umožňují rybě dobývat potravu z různých štěrbin. Bičonoš se vyskytuje v teplých mělkých vodách, žije osamoceně, v párech nebo malých skupinách. Aktivní je ve dne, v noci spí ve skrytu mezi korály. Jeho potravu tvoří převážně houbovci, pláštěnci a další drobní bezobratlí živočichové.
Pro svůj efektní vzhled bývá bičonoš zobanovitý často chován v akváriích, je však náročný na kvalitu vody a na potravu, samci se mezi sebou často vzájemně napadají.
Tvarem těla i kresbou se bičonošovi nápadně podobají příslušníci rodu Heniochus, především klipka špičatá. Hlavní rozdíl je v tom, že bičonoš má černou ocasní ploutev.